# Saint-Marc-le-Blanc
Saint-Marc-le-Blanc es una comuna nueva francesa situada en el departamento de Ille y Vilaine, de la región de Bretaña.

## Historia
El 1 de enero de 2019 pasó a ser una comuna nueva al absorber la comuna de Baillé.

## Demografía
Según los datos aportados en la resolución del prefecto de Ille y Vilaine, la comuna nueva se crea con 1692 habitantes.

## Composición
| Comuna fusionada    | Código INSEE | Población (2021) | Superficie (km²) | Densidad (hab./km²) |
| ------------------- | ------------ | ---------------- | ---------------- | ------------------- |
| Baillé              | 35011        | 269              | 5.23             | 51                  |
| Saint-Marc-le-Blanc | 35292        | 1319             | 17.53            | 75                  |